# Диамант
Вижте пояснителната страница за други значения на Диамант.
Диамантът (от старогръцки: ἀδάμας – „несломим, несъкрушим“), наричан също елмаз (от арабски: ألماس, производно също на гръцката форма ἀδάμας), е минерал, естествен полиморфен алотроп на въглерода.
Наречен е така заради високата му твърдост и устойчивостта му на корозия. Има много висока химична и физична устойчивост – не се разтваря в киселини и основи и практически не се износва. Диамантът има няколко уникални качества, ненадминати в природата от нито един друг минерал. Той е най-твърдото естествено природно вещество, най-добрият проводник на топлината, има най-високата точка на топене и най-голям показател на пречупване на светлината от всички минерали. Кристализира в кубична сингония във вид на октаедрични, ромбикосидодекаедрични или кубични кристали или комбинация от тях, като най-често се срещат октаедрични кристали.
Най-твърдият от естествено образуваните минерали, диамантът, шлифован обикновено с форма на брилянт, е сред най-ценените скъпоценни камъни в бижутерията. Намира широко приложение и за промишлени цели (индустриални диаманти). Класическият обработен като брилянт диамант е с 57 фасети. Така се осигурява красивото и уникално пречупване на светлината, което го прави толкова ценен. Стойността на обработените диаманти се определя от 4 критерия – тегло, цвят, форма на обработка и чистота.

## Химичен състав
Диамантът се състои от чист въглерод, но много често съдържа малки примеси от различни химични елементи, включени в кристалната му структура, или в състава му са включени и други минерали.
През 1694 г. Дж. Аверани и К. А. Тарджони, членове на Академията на естествоизпитателите във Флоренция, решили от няколко малки диаманта да получат един голям. За тази цел нагрели малките диаманти и останали поразени, когато те изгорели като въглища, оставяйки след себе си само малко пепел. През 1772 г. френският химик Антоан Лавоазие установил, че в кислородна среда диамантът изгаря, образувайки въглероден диоксид. Всъщност диамантът, нагрят над 800°C гори като чист въглерод:
{\textstyle {\ce {C + O2 ->[{t°}] CO2}}}
Ако диамантът се нагрее над 1500°C в безкислородна среда, се превръща в графит.

## Морфология
Най-често диамантът се среща във вид на кристали, но може да бъде намерен във вид на радиално-лъчисти, влакнести или тънкозърнести агрегати.
Зърнестите разновидности на диаманта със сив до черен цвят са познати с наименованието борт. Представляват нискокачествени кристали и агрегати, непригодни за остеняване и се използват като абразивни материали. Когато се намират като тънкозърнести, порести агрегати, включващи примеси от графит се наричат карбонадо. Цветът им обикновено е сив до черен. Когато минералът борт съдържа примеси от железни оксиди се нарича стюартит. Дребните, кръгли, лъчисти агрегати носят името балас. Всички тези разновидности се означават като технически диаманти.

## Структура и форма
Структурата на диаманта е кубично хексооктаедрична (Fd3m), а=3,5668Å, Z=8. Тя може да бъде представена като две всестранно центрирани кубични решетки, вместени една в друга така, че всеки въглероден атом е обгърнат от други 4 въглеродни атома. Тази силна връзка между въглеродните атоми обяснява голямата твърдост на диаманта. Обикновено се среща като октаедрични или ромбододекаедрични кристали, чиито стени често са заоблени. Когато кристалите диамант са образувани при сравнително ниски температури, те обикновено са кубични. Когато температурата при създаването им е била по-висока, почти винаги кристалите имат форма на октаедър. Често се срещат сдвоени кристали и срастъци, като някои от тях се характеризират с изпъкнали лица и извити краища.
Много пъти кристалите на диаманта съдържат някои структурни дефекти като точки, петна, линии, примеси. Тези несъвършенства в голяма степен определят физическите им свойства и тяхната стойност.

## Свойства

### Физически характеристики
Съвършената цепителност на диаманта по (111) отговаря на посоката на най-плътните атомни плоскости и най-дебелите елементарни слоеве. Изключителната му твърдост се обяснява с чисто ковалентните връзки на въглеродните атоми. Твърдостта му по стените (111) е по-голяма от тази по (110) и (100). Максималната му твърдост е по стените на октаедъра, а минималната – по тези на куба. Относителната твърдост на диаманта по скалата на Моос е най-високата възможна – 10, като той е 4 пъти по-твърд от следващия в скалата – корунда. Абсолютната му твърдост е 150 пъти по-голяма от твърдостта на корунда и 1000 пъти – от тази на кварца.
Диамантът е изотропен с натриева светлина N 2,4175 с много силна дисперсия – за червената светлина 2,408, за синята – 2,451. Това му свойство е причината за характерното искрене или „пламъка“ на диаманта. Освен това той е флуоресцентен, фосфоресцентен, трибоелектричен и при триене се наелектризира положително. Всеки диамант, облъчен с ултравиолетови лъчи, излъчва светлина и по този начин може да бъде разпознат от останалата руда. Флуоресценцията на диаманта обикновено е синя, но може да бъде и бяла, виолетова, жълта, зелена или оранжева.
- Твърдост по скалата на Моос – максималната 10[10]
- Плътност – 3,50 – 3,53 g/cm3[11]
- Чупливост – чуплив[12]
- Радиоактивност – 0[13]
- Цепителност – съвършена цепителност по (111).[5] Борт, карбонадо и додекаедри – несъвършена[6]
- Молекулно тегло – 12,01 gm[11]
- Топлопроводимост – материалът с най-висока топлопроводност измежду всички твърди тела, 5 пъти по-висока от тази на следващия най-добър – среброто[10]
- Електропроводимост – диелектрик[8]
- Температура на топене – 4090°C. При 1500°C в инертна безкислородна среда се превръща в графит.[6][8]

### Оптични свойства
Ювелирните диаманти са най-често безцветни, прозрачни или с жълтеникав до кафеникав оттенък. Най-рядко срещани са цветните диаманти, които могат да бъдат розови, с оттенък на коняк, оранжеви, пурпурни, зелени, сини, синьосиви, червени и черни. Цената на цветните диаманти може да бъде много висока.
- Оптичен клас – изотропен[12]
- Цвят – най-често безцветен или оцветен в син, жълт, сив, зелен, кафяв, черен цвят[7]
- Черта – безцветна[11]
- Прозрачност – прозрачен в голям спектър от дължина на светлинните вълни (от ултравиолетови до инфрачервени), полупрозрачен до непрозрачен[10][13]
- Блясък – диамантен [12]
- Дисперсия – силна, n = 2,4354 (486), 2,4175 (589), 2,4076 (687)[12]
- Показател на пречупване – nα = 2,418[13]
- Луминесценция – синя, флуоресцентен, фосфоресцентен[5][13]

### Кристалографски свойства
- Кристална решетка – кубично хексооктаедрична (Fd3m), а=3,5668Å, Z=8[5]
- Сингония – кубична[5]
- Точкова група – 4/m 3 2/m, възможност 43m, хексооктаедричен[12]
- Пространствена група – Fd3m (F4/m 3 2/m)[13]
- Лом – мидест[11]

### Други характеристики
- Група – въглеродна[5]
- IMA статус – действителен, описан преди 1959 г.[13]
- Свързани минерали – форстерит, флогопит, пироп, диоспид, илменит, гранат, рутил, брокит, анатаз, хематит, магнетит, турмалин, злато, циркон, топаз[12]
- Произход на името – от гръцки – ἀδάμας (произношение – адамас) – несломим, несъкрушим[5]

## История
Според изследванията на археолозите още около 3000 г. пр.н.е. в Индия са се добивали диаманти. Според някои данни първите диаманти са открити в наносите на индийската река Голконда, но находката не е датирана точно. Според данъчни книги от IV век пр.н.е., написани на санскрит, диамантът в Индия е стока, предмет на търговия и заплащане. До средата на 18 век тази страна е основният доставчик на диаманти в света. Значително по-късно, през VI век диаманти са открити и в Калимантан, Индонезия.
Предполага се, че първите диаманти са донесени в Европа от Александър Македонски. Плиний Стари пише за диамантите в своята „Естествена история“, а в Древния Рим за тях се говори още през I век. В началото те са рядко срещани камъни и хората им приписват магически и лечебни качества. През ХIII век най-големите пазари на диаманти се намират в Персия и Венеция. За откривател на шлифования диамант се смята фламандският ювелир Лодевейк ван Беркен от град Брюге. Постепенно този град става център както на търговията с диаманти, така и на тяхната обработка. Диамантената промишленост започва да се развива много бързо, но процесът на обработка на диамантите още дълго е пазен в тайна.
След ХV век техниката на обработка се усъвършенства, а кристалите с неправилна форма се разделят чрез разцепване. Изобретява се шлифоването върху стоманена подложка, покрита с диамантен прах и „табличните“ брусове с форма на ромбове, квадрати, правоъгълници и различни розетки. Постепенно диамантът става символ на сърдечното обвързване. Първите сведения за подарен обработен диамант, като символ на любовта, са от ХV век и се предполага, че първият подарен годежен пръстен с диамант е от 1477 г. Ерцхерцог Максимилиян Австрийски подарява диамантен годежен пръстен на Мария Бургундска и оттогава тази традиция се разпространява по целия свят.
След като през 1498 г. португалският мореплавател Вашку да Гама открива морския път край нос Добра надежда до Индия, търговията с диаманти бързо се разраства и центърът ѝ се пренася в Лисабон. По-късно в Антверпен е изобретено шлифовъчното колело, което позволява оформянето на диаманти с геометрично правилни фасети, а градът става световен център на търговията с тези скъпоценни камъни. В еврейския му квартал през 1904 г. се организира тържище, което по-късно прераства в най-голямата борса на диаманти в света. През ХVII век започва шлифоването на диамантите в най-разнообразни форми – овали, капки, маркизи и други, а обработката им е съсредоточена в същия град. След като през ХVIII век индийските мини са почти изчерпани, търговията в града постепенно замира.
През 1886 г. в Трансваал и Орания, днес на територията на РЮА, след откриването на диаманта „Звездата на Южна Африка“, започва „диамантената треска“, във връзка с която от Европа и главно от Великобритания, пристигат хиляди нови заселници. Опитът на британските власти в Южна Африка да наложат контрол над диамантените и златни залежите през 1899 г. довеждат до началото на Втората бурска война.
Популярността на диамантите нараства през 19 век поради увеличаване на предлагането, подобряване на техниките на рязане и полиране и ръста в световната икономика. Модерното шлифоване на диамантите е изнамерено и усъвършенствано в началото на ХХ век. За негов създател се счита белгийският инженер Марсел Толковски, който създава и идеалните параметри за шлифовка, приети като световен еталон на съвършения брилянт. Според тях стойността на един брилянт се определя от десет основни критерия – форма, вид на шлифовката, тегло, цвят, група на дефектност, пропорция, симетрия, полировка, флуоресцентност и впечатление.
В наше време обработката на диамантите е високотехнологичен процес и се осъществява в няколко традиционни центъра – Амстердам, Антверпен, Йоханесбург, Ню Йорк и Тел Авив. Нови центрове се създават в Индия, Китай и Тайланд, най-вече заради евтината работна ръка и ниските данъци в тези страни. Антверпен отново е център на търговията с диаманти. В него функционират 4 борси, в които с диаманти търгуват над 1500 фирми, а из града са пръснати около 250 работилници за шлифоването им и голямо количество бижутерийни магазини. През тях преминават между 70 и 80% от търгуваните по света нешлифовани диаманти и около половината от обработените. Тук се продават и приблизително 40% от промишлените диаманти в света.

## Условия на образуване
Съществуват три официални предположения за образуването на диамантите:
1. Предполага се, че диамантът е един от първите минерали, който кристализира по време на изстиването на силикатната стопилка на мантията на дълбочина 150 – 200 km при налягане от около 5000 MPa и температура не по-малко от 1200 °C. Излиза на повърхността на земята в резултат на взривните процеси, съпътстващи формирането на кимбърлитовите тръби, 15 – 20% от които съдържат диаманти.
2. Диамантите могат да кристализират на по-малка дълбочина при разпадане или частично окисляване на метан в газова система на CHOS при температура от 1000 °C и налягане 100-500МРа.
3. Диамантите се формират благодарение на въглеродосъдържащи късове, поети от кимбърлитовата магма от околните скали. Техен първоизточник се предполага, че е постоянно присъстващия в магмата CO2, който преминава по реакцията на Будуар в чист въглерод.
Диаманти могат да се срещнат в дълбочинни скални породи и в някои дълбоко метаморфизирани гранатови гнайси. Голямо количество дребни диамантени късове са открити в метеоритите, както и в метеоритните кратери, когато разтопените породи съдържат значително количество диамантени микрокристали.

## Типове диамантени находища
Диамантените находища се разделят на първични (коренни) и вторични (разсипни).
Коренните находища са представени от т.нар. кимбърлити или кимбърлитови скали, формирани при взривно проникване на магмения материал в земната кора. Те функционират като „асансьори“, по които нагоре се издигат различни скални материали, включително и такива, съдържащи диамантени кристали. Благодарение на своята твърдост диамантът може да премине безпрепятствено през земната кора и носен от скалите, в които се намира, да достигне до повърхността. Двата вида скали, носещи диамантите нагоре, са кимбърлит и лампроит и почти не се различават един от друг. Първичните находища, в които са разпръснати диамантите, са с магмен произход.
Кимбърлитите представляват тръбообразни вертикални тела с диаметър от 30 до 1500 m, най-често 30 – 100 m. Дълбочината им стига до около 1100 m. Появяват се на повърхността като конусовидни комини със стесняващ се надолу край. Съставени са от ултраосновни скали, обикновено богати на оливин, а понякога и на флогопит, диопсид (зелен пироксен) и други минерали. Характерно за тях е присъствието на различни видове гранати и червен пироп. Червеният пироп е добър показател за наличие на диаманти и е един от водещите признаци при търсенето на диамантени находища. Не всички кимбърлитови комини съдържат диаманти, а в някои концентрацията е толкова малка, че не позволява промишлен добив. Диамантите в кимбърлитите обикновено имат красива компактна форма и са във вид на изкристализирали октаедри или заоблени додекаедроиди. Размерите на отделните кристалчета варират от миникристали до 8 – 10 см в диаметър. Съдържанието в основния материал обикновено е от 0,05 до 1 карат на тон кимбърлитова скала. Най-известните коренни находища са разположени предимно в древни платформи, като най-широкото им разпространение е в Афро-Арабската платформа. Кимбърлитовите тръби носят името си от селището Кимбърли в РЮА, разположено на тази платформа.
Смятало се е, че коренните находища са свързани единствено с кимбърлитовите тръби. През последните години са получени данни за повсеместно разпространение на дребни диаманти, които съществено се отличават от тези в кимбърлитовите находища по своята морфология и физически свойства. Характерни за тях са кубичните кристали, докато при кимбърлитовите те са октаедрични. Освен това почти във всички случаи те са оцветени и с много малки размери, а кимбърлитовите обикновено са безцветни и доста по-едри.
От втория тип, разсипните находища, се получават само около 15% от всички добивани диаманти в света. Те се образуват при разрушаване на коренните находища под въздействието на различни екзогенни фактори, главно вятър и вода. Всички скали на земната повърхност, както и тези, съдържащи диаманти, са подложени на механичното въздействие от дъждове, ветрове, резки температурни колебания. Част от минералите се разпадат и раздробените им частици образуват т.нар. жълта материя, наричана „жълта земя“ в диамантените находища. Поради силната ерозия диамантите се освобождават от скалата-майка и течащите води ги отнасят заедно с разтрошените скали към реките. Поради голямото си специфично тегло диамантите се утаяват на дъното на речните корита и водата постепенно ги изтласква по течението към устието на реката. На определени места, най-често по речните завои и устието, концентрацията им се повишава и се оформят речни и крайречни вторични алувиални депозити.
Разсипните находища могат да бъдат съвременни или древни. Диамантите в тях са по-дребни и са свързани с някои типове магмени и метаморфни скали като перидотити, пироксенити, лампрофири, базалти, пикрити и др. Съществува мнение, че техните запаси са огромни, но това все още не е потвърдено, а и няма разработена технология за извличане на диамантите от скалите.
Най-известните разсипни находища се намират в Югозападна Африка, където със специално оборудвани морски съдове се добиват диаманти. Диамантоносните отложения се намират в шелфа във вид на две широки ивици, обхващащи площ от около 50 000 km2. Предполага се, че са се образували вследствие на разрушаване на кимбърлитовите тръби под въздействието на вълните и теченията, или са довлечени от сушата от водите на Оранжева река и р. Ваал. Работи се на разстояние до 300 м от брега и за едно денонощие се добиват около 20 – 25 карата диаманти.

## Находища
От средата на 18 век, поради изтощаване на находищата в Индия, главен център на добива на диаманти става Южна Америка. Там през 1726 г. са открити разсипи в Бразилия. Частичен добив на диаманти по онова време се осъществява и в Боливия, Венецуела и Еквадор. Постепенно диаманти се откриват на много други места по света:
1829 г. – планината Урал, Русия

1851 г. – Австралия

1866 г. – Южна Африка

1877 г. – Британска Гвиана (сега – Гаяна), Южна Америка

1903 г. – Южна Родезия (днес Зимбабве), Африка

1907 г. – Ангола и Белгийско Конго, Африка

1908 г. – Югозападна Африка

1913 г. – Танзания и Либерия, Африка

1919 г. – Гана, Африка

1926 г. – Трансваал (сега РЮА)

1932 г. – Сиера Леоне, Африка
Основните диамантени находища са открити в Африка, която постепенно става главен износител на диаманти. В Северна Америка диаманти са открити през втората половина на 19 век. В Чехия са намерени три диаманта, първият от които още през 1869 г. През последните десетилетия са открити нови диамантени находища в Якутия, Сибир. Диаманти се добиват, макар и в по-ограничени количества и в планината Yimeng, префектура Шандонг в Китай. Единствената диамантена мина, открита за посетители, в която се добиват само по 2 – 3 диаманта на ден, се намира в САЩ, близо до Murfreesboro, Арканзас. От друга диамантена мина в Колорадо, в САЩ се добиват само дребни промишлени диаманти.
В България не са открити диаманти. Няма и геоложки предпоставки за наличието на кимбърлитови тръби. Може да се очаква обаче откриването на дребни диаманти от некимбърлитов тип евентуално в перидотити, базалти, лимбургити и други скални разновидности в Родопите и Средногорието.

### Австралия
В наше време Австралия е един от най-големите производители на диаманти в света. Добивът се извършва в находището Арджил в западната част на Австралия в областта Кимбърли (различна от Кимбърли, РЮА). Има информации, че това е най-продуктивната мина в света. През 1998 г. от мината са добити над 43 милиона карата диаманти за годината. Продават се основно в груб, необработен вид. Концентрацията на лампроити в тези находища е няколко пъти по-голяма от средната концентрация в световните залежи в кимбърлитите. Диамантите са с концентрация до 7 карата на тон вулканични скали при средно за световните находища от 0,05 до 1 карат на тон руда. Характерни за мината са малките цветни диаманти. Макар и много рядко, тук се намират уникални розови диаманти с голяма стойност.

### Ангола
Ангола експлоатира четири диамантени мини – „Catoca“, „Fucauma“, „Luarica“ и „Luzamba“. Към 2011 г. на територията на страната са разположени около 700 кимбърлитови тръби. През 1997 г. започва да работи „Catoca“, четвърта по големина в света и девета по продуктивност мина. Продукцията ѝ постоянно се покачва и през 2007 г. вече добива по 6,1 млн. карата за годината.

### Ботсуана
Намирането на няколко диаманта в речни утаечни слоеве предизвиква провеждане на геоложки проучвания, които през 1967 г. довеждат до откриването на кимбърлитовия комин „Орапа“. През 1973 г. е открита тръбата Jwaneng, а през 1977 г. – и Letlhakane. В мината Jwaneng се извлича 1/4 от световния добив на диаманти за бижутерията. Само 1% от намерените диаманти не са подходящи за ювелирни изделия.

### Гана
Първите залежи са алувиални, открити през 1919 г. край р. Birim в Абомосо. Там е изградена и първата диамантена мина. По-късно диаманти са открити и на 100 км северозападно от Акра. По-голямата част от диамантите там са с промишлено значение.

### ДР Конго
Първите диаманти са открити в югозападната част на Заир, сега ДР Конго, през 1910 г. Това са алувиалните залежи по р. Касаѝ, където е изградена мината Bakwanga (Bushimaïe, Lubilash). Малко по на запад от тях са открити следващи алувиални залежи в басейна на р. Kwilu. Най-продуктивна е зоната около Bushimaie, където диамантите са асоциирани с кремък, яспис, ахат и халцедон. Най-често обаче се срещат в няколкото кимбърлитови тръби заедно с гранит, базалт и оливин.

### Канада
Двете канадски мини „Диавик“ и „Екати“ са съответно на шесто и седмо място по продуктивност в света. „Екати“ започва да функционира през 1999 г. и се предполага, че ще може да действа още около 25 години. Кимбърлитовата тръба съдържа диаманти с много добро бижутерско качество. Камъните се шлифоват в Канада и на пазара се пускат само висококачествени брилянти, не по-малки от 0,30 карата, придружени от три сертификата – за автентичност и качество; сертификат, потвърждаващ канадския произход и фирмен сертификат, гарантиращ, че диамантът е от мината „Екати“. В нея се работи при тежки климатични условия, а тя е достъпна по земя само през зимата при замръзнал терен.

### Намибия
В Намибия функционират три диамантени мини – крайбрежната „Морска мина“, „Elizabeth Bay“ в пустинята Намиб и тази на Оранжева река. Мините съдържат изключително качествени камъни, като 95% от общия добив е подходящ за ювелирни изделия. Преди години безлюдното крайбрежие на Намибия било наричано „Крайбрежието на скелетите“, но никой не предполагал, че именно в тези пясъци са скрити големи количества качествени диаманти. Добивът в двете крайбрежни мини е много труден, защото първо трябва да се отстранят няколкометрови мощни седименти, в които няма никакви диаманти. Експлоатацията на мините протича при изключителни мерки за сигурност – никакво оборудване никога не може да напусне мините. Това са земекопни машини, товарни камиони и др., чийто цялостен оглед би бил изключително труден. Към океана са издигнати 20-метрови валове и границите към него и към сушата са строго охранявани.

### Република Южна Африка
В РЮА се намират едни от най-известните мини в света. Първият диамант, с тежест 21 карата, е намерен през 1866 г., носи името „Еврика“ и е изложен в музея в Кимбърли. През 1869 г. е открит диамантът „Звездата на Южна Африка“, който предизвиква „диамантената треска“ в страната в края на ХIХ век. Между 1870 и 1896 г.са намерени няколко важни оголвания на диамантоносни кимбърлити. През 1965 г., доста по-късно и най-скоро е открита „Finsch“, която е десетата най-продуктивна мина в света. Продуктивността на мините в РЮА е около 1 карат на тон руда и много от камъните са изключително качествени. Тук е открит и най-големият намерен диамант – „Кулинан“, който в необработен вид е тежал над 3000 карата.

### Русия
Най-големите руски находища са открити в Якутия, Сибир в периода 1954 – 1959 г. Оттогава там са добити около 150 милиона карата диаманти, от които 1/5 са годни за бижутерия. Само няколко от многобройните кимбърлитови тръби съдържат диаманти. Мината „Удачная“ е четвъртата по продуктивност в света, а „Юбилейная“ – осма. Качеството на диамантите в тези рудници е по-високо от средното в света, а камъните са по-големи. За ювелирни нужди могат да се ползват 37% от целия добив. Добивът се извършва при тежки климатични условия, много ниски температури, а земята е замръзнала до 300 м дълбочина.

### Сиера Леоне
Първият диамант в Сиера Леоне е открит през 1930 г. в пясъците на река Гбоборо. През 1932 г. са открити диаманти в р. Шонгбо, където е разкрита и първата мина. Компанията „Cold Coast“ за добив на диаманти получава лиценз за експлоатация на 10 800 км2 в Източната провинция на страната. През 1934 г. са открити нови диамантени залежи извън тази територия. Диамантите са с много добро качество и размери, част от тях са почти правилни октаедри и имат прекрасен блясък. Сравнително често се намират и зелени диаманти. Новият лиценз за доста по-голяма площ е даден на „Sierra Leone Selection Trust“. Опазването на диамантените залежи на такава голяма територия е трудно и голяма част от тях се появяват на черния пазар. В началото на 60-те години на миналия век повечето диаманти напускат страната нелегално.

### Танзания
В Танзания има над 200 кимбърлитови тръби, концентрирани в териториите около езерото Виктория. Откритият през 1940 г. кимбърлитов комин Mwadui е най-големият за времето си с размери около 1500/1200 m. Водите са насложили около него концентрични пояси от едър диамантоносен пясък. Тук е организирана и едноименната открита диамантена мина.
Най-известните диамантени мини в света към началото на 2011 г.
| Държава     | Мина                           | Забележка                                                                                       | Карта                                                     |
| ----------- | ------------------------------ | ----------------------------------------------------------------------------------------------- | --------------------------------------------------------- |
| Ангола      | Catoca                         | 4-та по големина в света. 9-о място по продуктивност. Кимбърлитови тръби                        | Карта Архив на оригинала от 2010-05-11 в Wayback Machine. |
| Ангола      | Fucauma                        | Новооткрита                                                                                     |                                                           |
| Ангола      | Luarica                        |                                                                                                 |                                                           |
| Ангола      | Luzamba                        | Най-голямата алувиална мина в Ангола                                                            | Карта Архив на оригинала от 2011-03-07 в Wayback Machine. |
| Ботсуана    | Damtshaa                       | Новооткрита                                                                                     | Карта Архив на оригинала от 2010-05-11 в Wayback Machine. |
| Ботсуана    | Jwaneng                        | Най-богатата мина в света                                                                       | Карта Архив на оригинала от 2010-11-04 в Wayback Machine. |
| Ботсуана    | Letlhakane                     | Втората най-стара мина в Ботсуана                                                               | Карта Архив на оригинала от 2011-03-07 в Wayback Machine. |
| Ботсуана    | Orapa                          | Най-голяма и най-стара в Ботсуана                                                               | Карта Архив на оригинала от 2011-03-07 в Wayback Machine. |
| ДР Конго    | Bakwanga (Bushimaïe, Lubilash) | Речно алувиално находище в Касаи                                                                | Карта Архив на оригинала от 2011-03-07 в Wayback Machine. |
| ДР Конго    | Forminière                     | Алувиална мина на р. Tshikapa, Касаи. Затворена                                                 | Карта Архив на оригинала от 2011-03-07 в Wayback Machine. |
| Намибия     | Elizabeth Bay                  | В пустинята Намиб, южно от Lüderitz                                                             | Карта Архив на оригинала от 2010-11-25 в Wayback Machine. |
| Намибия     | Оранжева река (Daberas)        | Алувиална на Оранжева река                                                                      | Карта Архив на оригинала от 2009-04-11 в Wayback Machine. |
| Намибия     | Морска                         | Крайбрежна на Западния бряг                                                                     | Карта Архив на оригинала от 2011-03-07 в Wayback Machine. |
| РЮА         | Baken                          | Алувиална на Оранжева река, Северен Кейп                                                        | Карта Архив на оригинала от 2009-09-02 в Wayback Machine. |
| РЮА         | Cullinan                       | Открита                                                                                         | Карта Архив на оригинала от 2011-03-07 в Wayback Machine. |
| РЮА         | Finsch                         | Открита, близо до Lime Acres. 10-о място по продуктивност в света                               | Карта Архив на оригинала от 2011-03-07 в Wayback Machine. |
| РЮА         | Kimberley                      | Разкрита 1871 г., закрита 2005 г.                                                               | Карта Архив на оригинала от 2011-03-07 в Wayback Machine. |
| РЮА         | Koffiefontein                  | Разкрита 1870 г., закрита 2006 г.                                                               | Карта Архив на оригинала от 2011-03-07 в Wayback Machine. |
| РЮА         | The Oaks                       | Открита мина в провинция Лимпопо                                                                | Карта Архив на оригинала от 2009-10-18 в Wayback Machine. |
| РЮА         | Venetia                        | Лимпопо. Произвежда над 40% от ювелирните диаманти в света                                      | Карта Архив на оригинала от 2011-03-07 в Wayback Machine. |
| Сиера Леоне | Magna Egoli                    | Най-голямата механизирана мина в страната                                                       | Карта Архив на оригинала от 2011-03-07 в Wayback Machine. |
| Сиера Леоне | Koidu-Sefadu                   | Алувиална, на запад от гр. Койду-Сефаду                                                         | Карта Архив на оригинала от 2011-03-07 в Wayback Machine. |
| Сиера Леоне | Открит рудник Койду            | Открита мина, кимбърлитови тръби                                                                | Карта Архив на оригинала от 2011-03-07 в Wayback Machine. |
| Танзания    | Williamson (Mwadui)            | Открита                                                                                         | Карта Архив на оригинала от 2011-03-07 в Wayback Machine. |
| Зимбабве    | Murowa                         | Открита и подземна                                                                              | Карта Архив на оригинала от 2011-03-07 в Wayback Machine. |
| Зимбабве    | Река Ranch                     | Открита и подземна                                                                              | Карта Архив на оригинала от 2009-09-13 в Wayback Machine. |
| Австралия   | Argyle                         | Най-големият производител на диаманти в света, по-голямата част от които – промишлени           | Карта Архив на оригинала от 2011-03-07 в Wayback Machine. |
| Индонезия   | Cempaka                        | Алувиална на о. Борнео                                                                          | Карта Архив на оригинала от 2011-03-07 в Wayback Machine. |
| Канада      | Diavik                         | 6-о място по продуктивност в света. Северозападни територии                                     | Карта Архив на оригинала от 2010-05-30 в Wayback Machine. |
| Канада      | Ekati                          | Първата диамантена мина в страната, 7-о място по продуктивност в света. Северозападни територии | Карта Архив на оригинала от 2010-01-26 в Wayback Machine. |
| Индия       | Panna                          | Алувиална мина в щат Мадхя Прадеш                                                               |                                                           |
| Русия       | Айхал                          | Три открити рудника, кимбърлитови тръби. Сибир                                                  | Карта Архив на оригинала от 2011-03-07 в Wayback Machine. |
| Русия       | Анабар                         | Най-северната диамантена мина в Русия. Сибир                                                    | Карта Архив на оригинала от 2011-02-10 в Wayback Machine. |
| Русия       | Юбилейная                      | Новооткрита, кимбърлитови тръби. 8-а по продуктивност в света. Сибир                            |                                                           |
| Русия       | Мирна                          | Най-богатото находище в Русия и едно от най-богатите в света. Сибир                             | Карта Архив на оригинала от 2011-02-10 в Wayback Machine. |
| Русия       | Удачная                        | Една от най-дълбоките диамантени мини в света, 4-та по продуктивност в света. Сибир             | Карта Архив на оригинала от 2011-02-10 в Wayback Machine. |

## Добив
Добиването на диаманти от първични източници в големи количества става след разработването на диамантените полета в Африка. Оттогава там са добити над 4,5 милиона карата. Добивът на диаманти през последните 80 години непрекъснато се увеличава. Ръстът на този добив в милиони карата е следният:
1916 г. – 2,7; 1931 г. – 7,0; 1945 г. – 14,4; 1964 г. – 28,0; 1967 г. – 32,0; 1972 г. – 37,7; 1975 г. – 36,1; 1979 г. – 39,8; 1980 г. – 41,8; 1986 г. – 52,425
През 1994 г. се добиват 55 милиона карата, а световните запаси към същата година се изчисляват на над 1,5 милиарда карата. От тях 365 милиона карата са ювелирни, а на африканските находища се падат около 1000 млн. карата. През същата година на първо място по добив на диаманти вече е Австралия с 29,2 милиона карата годишно.
До 1980 г. средно около 98% от световния добив на диаманти се падат на африканските находища, от които първо място заемат тези в Заир (сега ДР Конго) – около 50% от целия добив. Само 2% обаче от заирските диаманти са ювелирни. На второ място с 20% се нареждат мините в РЮА, като около 1/3 от диамантите там са годни за остеняване. В Гана се добива голямо количество промишлени диаманти. Следват Ботсуана, Ангола, Венецуела, Сиера Леоне, ЦАР, Бразилия, Танзания и т.н. Находищата в Намибия са уникални и без аналог поради високата стойност на диамантите в тях – 95% от целия добив са ювелирни диаманти. В наши дни има 11 държави, които са големи производители на диаманти и редица други по-малки. През 2005 г. лидер в добиването на диаманти вече е Русия с 38 милиона карата годишно, следвана от Африка (ДР Конго, Ботсвана, Лесото, Зимбабве, РЮА), Австралия, Канада и Бразилия.
В наше време, до световната финансова и икономическа криза, около 50% от световния добив на диаманти се контролира от диамантената компания „Де Бирс“. През 2009 г. тя, както и много от останалите компании съществено свиват производството си и излизат на загуба.

## Диагностика на диамантите
Съществуват няколко метода за диагностициране на диамантите и различаването им от други минерали и негови имитации. Идеални кристали на ниво атомна решетка никога не са били откривани. Всички диаманти, дори и синтетичните, притежават някакви недостатъци, формирани по време на растежа им и този факт позволява те да бъдат разграничавани един от друг. Природните диаманти обикновено съдържат включвания на различни неорганични частици, които липсват при синтетичните.
- Най-простият начин за определяне на камъка като диамант е надраскването му, основавайки различаването му на изключителната твърдост на този минерал. Методът обаче почти не се използва, понеже целостта на диаманта може да бъде нарушена.

- Ефективна е диагностиката с диамантена сонда, действието на която се базира на уникалната топлопроводност на минерала, превишаваща многократно тази на среброто и медта. Чрез сондата се подава за няколко секунди топлинен поток и се измерва реакцията на камъка. Чрез този метод може да се направи проверка на съвсем малки камъни, закрепени дълбоко в скалната маса.[8][29]

- Друг начин на диагностициране е с т.нар. диамантен молив, който съдържа специална мазнина. Линията, която той оставя върху диаманта е плътна, докато върху останалите минерали и имитации мазнината по тази линия се събира на капчици.[8]

- Диагностика се прави още с рентгенови лъчи и флуоресцентни методи.[8]

- Съществуват и доста допълнителни тестове, които се използват за разграничаване на брилянтите от техните имитации, както и от синтетичните диаманти. Лабораториите използват различни оптични техники като спектроскопия, проверка на луминесценцията, идентификация с оранжева флуоресценция, микроскопски изследвания и т.н.[28]

## Най-големите и известни диаманти
Основното количество от добиваните диаманти имат размери до 1 карат. Твърде редки и особено ценни са кристалите с маса стотици, а в изключителни случаи и хиляди карати. Много от тях имат дълга и интересна, а понякога и кървава история. Поради огромната им стойност и изключителна красота те се водят на подробен отчет и се полагат специални грижи за съхраняването им.
Начело на този списък стои Кулинан – най-големият намерен диамант, с маса от 3106 карата и размери 100/65/50 mm. Намерен е в мината „Премиер“ край гр. Претория в РЮА. В същия рудник през 1919 г. е намерен и вторият по големина диамант в света с маса 1500 карата, за който обаче няма сигурни данни. Затова за втори по големина се счита един черен диамант без име с маса 1000 карата. Не е ясно къде точно е намерен, но се предполага, че това е станало в Бразилия или Централна Африка. На трето място е „Екселсиор“ с 995 карата, открит също в РЮА. Следват „Звездата на Сиера Леоне“ – 969 карата, от Сиера Леоне; жълтият „Несравним“ – 890 карата от ДР Конго; „Великият могол“ – 787 карата, от Индия; „Президентът Варгас“ – 726 карата, от Бразилия; „Кимбърли“ – 616 карата, от РЮА и др.
Много от тези диаманти след обработка красят царски корони или се намират в кралски съкровищници. Големият Кулинан 1 е инкрустиран в английския кралски скиптър, а Кулинан 2 – в британската корона, диамантът „Орлов“ е вграден в руския царски жезъл. Най-големият брилянт, получен от диаманта „Златен юбилей“, е инкрустиран в императорската корона на Тайланд, диамантът „Регент“ е бил вграден в ръкохватката на шпагата на Наполеон и т.н.

## Синтетични диаманти
Синтетични диаманти са тези, които са създадени в лаборатории в продължение на няколко дни, вместо да се формират под земята в процес, който изисква милиони години.

### История на изкуствените диаманти
През Средновековието много алхимици са правили упорити опити да превърнат обикновените метали в благородни с помощта на философския камък. Със същата енергия са търсили начини и за получаването на изкуствени диаманти. Резултатите и от едните и от другите опити традиционно са завършвали неуспешно.
Първите научни опити за получаване на синтетични диаманти са направени през ХIХ век. Базирани са на факта, че при нагряване на диаманта в отсъствие на кислород той се превръща в графит. Правени са опити този процес да бъде обърнат – от графит да се получи диамант, поради еднаквостта на химическия им състав. Тези опити обаче също завършват безуспешно и това кара учените да търсят други пътища за синтез на диаманти. Следват редица експерименти за синтезиране при протичане на реакции между различни органични съединения. От провеждането на първите опити до получаването на първите изкуствени диаманти минават много години.
Експериментите продължават и след Втората световна война, когато добиваните природни технически диаманти не задоволяват все по-нарастващите нужди на промишлеността и военното дело. Едва през 1955 г. американските изследователи Ф. Бънди, Х. Хол, Х. Стронг и Р. Венторф успяват да създадат апаратура за получаване на синтетични диаманти. Използван е карбид, като процесът се извършва при температура над 2000 °C и налягане, надвишаващо 10,1.109 Ра. Добитите диаманти са с маса не повече от 0,05 карата с черен, жълт или кафяв цвят. През 1961 г. синтетични диаманти получават последователно в Русия, Швеция и Япония. Построяват се и първите заводи за тяхното производство.
Днес повечето от индустриалните диаманти са изкуствено получени. Според DTC, търговското поделение на гиганта „Де Бирс“, всяка година се използват около 200 тона синтетични диаманти, което е в пъти повече от добива на естествени камъни. Водещ производител на промишлени диаманти в света е поделението „Element Six“ на компанията „Де Бирс“. Глобалният пазар на този продукт се изчислява на около 50 млрд. долара годишно.

### Производство на синтетични диаманти
- Един от методите за получаване на синтетични диаманти е разработен през 50-те години на ХХ век от „General Electric“. Състои се от компресиране на въглерод (най-често графит) под високо налягане между 10,1.109 и 20,2.109 Ра и температура над 2500 °C. При тези условия разстоянията между атомите в кристалната решетка на графита се намаляват и те се прегрупират в диамантена структура. Растежът на диамантените кристалчета става самопроизволно без необходимост от внасяне на кристални зародиши. Когато като катализатор се ползват метални частици, процесът може да протече и при значително по-ниски температура и налягане – 800 – 1200 °C и 4,4.108 до 55,7.108. Тази производствена технология вече е остаряла, а получаваните по нея диаманти не са достатъчно качествени – повечето са с жълтеникав до жълтокафяв цвят и търговците ги наричат „канарчета“.[7][31]

- Последният метод за производство използва химическо наслагване и реакция между газове чрез изпаряване, при което се оформят синтетичните камъни. Гореща газова смес, която съдържа водород или метан, се провежда през субстрат при нормално налягане. След облъчването на въглерода с микровълни, той започва да се отлага върху повърхността под формата на диамант. Когато субстратът се състои от силиций, камъкът става поликристален, т.е. състои се от безброй миниатюрни кристалчета. Този процес се управлява по-лесно и дава възможност за предопределяне на формата на диамантите, което го прави и по-ефективен. Чрез него могат да се създават свръхтънки диамантени пластове за микропроцесори или по-плътни за различни други цели. Могат да се произвеждат и кристално чисти безцветни диаманти с висока бижутерийна стойност.[31]

## Приложения
Приложението на диамантите в промишлеността се дължи на уникалното съчетание на свойства, които не могат да бъдат намерени в такава съвкупност при други материали – най-висока твърдост и най-висок коефициент на топлопроводност при стайна температура. Основното количество от добиваните диаманти не отговарят на ювелирните стандарти по цвят, яснота, размери и форма и се използват в промишлеността, където тези показатели нямат значение. Наричат се промишлени диаманти и се използват главно за абразивни и режещи инструменти. От тях се изработват различни режещи, шлифовъчни и полировъчни инструменти, приспособления и абразивни пасти, изтеглячни дюзи, части за часовниковата и приборна техника, индикатори в броячите при ядрени излъчвания и много други. Въпреки че са по-скъпи в сравнение с останалите материали, те са по-рентабилни заради тяхната дълготрайност. Синтетичните диаманти превъзхождат естествените защото могат да се произвеждат в неограничени количества, а това съществено намалява тяхната цена. Освен това в някои случаи могат да се произвеждат по зададени качества, размери и форма.
Малка част от диамантите (около 20%) се използват за ювелирни цели. Това са най-големите и най-красиви екземпляри, добити от диамантените мини. Те се остеняват в естетични форми до достигане на висок светлинен ефект и специфичния диамантен блясък. При обработката им се избягват и някои от естествените недостатъци като включвания, пукнатини и др. При този процес обикновено се губи около половината от масата на обработвания диамант, но цената на така получените брилянти е многократно по-висока от тази на суровите диаманти.
Използването на брилянтите и в миналото и днес не се е променило. Те се вграждат в различни бижутерийни изделия – пръстени, колиета, гривни, брошки и т.н. Най-красивите от тях украсяват кралските дрехи и регалии. Много известни са британската корона със 783 брилянта от цял свят, Голямата и малка руска корона, Шапката на Мономах, жезълът на руските царе с прекрасния брилянт „Орлов“, короната на последния руски цар Николай II с 58 големи и 4858 малки брилянта и т.н.

## Легенди и вярвания
- Според една легенда първите диаманти, наречени „огнени камъни“, са открити през 327 г. пр.н.е. в Индия от войските на Александър Македонски. Това станало в непристъпната „Долина на диамантите“, пазена от огромни дракони, които с един поглед убивали всичко живо. Александър Македонски се справил с тях като наредил да полират щитовете и да ги насочат към чудовищата. След като срещнали унищожителните си погледи дракони умрели, но диамантите все още били на дъното на долината. Тогава предводителят заповядал на войниците да хвърлят в пропастта късове месо, към които диамантите веднага полепнали. Долетели множество орли, грабнали месото и се издигнали нагоре. Там били прострелвани от войниците и така диамантите попаднали в ръцете на Александър Македонски. В почти същия вариант тази легенда е разказана и в „Приказки от 1001 нощ“. Съществени в тази легенда са действителните факти, че диамантите са намерени първо в Индия и че лесно прилепват към мазнини. Това им качество се ползва при отделянето им от скалните късове и прах, между които се откриват.[7]

- Легендата за Вечността разказва, че в една далечна страна, на брега на морето имало огромна диамантена планина, чиито върхове опирали в небето. Веднъж на хиляда години до върха на планината долитала сребърна птица, която точела клюна си в диамантения планински връх. Когато птицата изтрие с клюна си диамантената планина до основата ѝ, едва тогава ще е преминало първото мигновение на Вечността. [33]

- В лапидарии (средновековни сборници с описание на скъпоценни камъни) от XVI век можем да прочетем: „Човек трябва да носи диаманта отляво, понеже тогава камъкът оказва по-голямо влияние. Диамантът дава на притежателя си твърдост и мъжество, запазва крайниците му. Ако правото е на негова страна, осигурява победа над враговете му. Диамантът засилва и запазва острия слух, предпазва от разюзданост, скръб, магьосничество, от фантазии и зли духове. Ако някой чародей поиска да омагьоса онзи, който носи диамант, то цялата мъка и нещастие ще се стоварят върху него. Никакъв звяр не ще се осмели да нападне човек, който носи този благороден камък. Диамантът прави човека по-сериозен, лекува лунатика. Диамантът трябва да бъде получен свободно, без принуждение или насилие, тогава той има най-голяма сила. Често обаче се случва хубав диамант да загуби силата си заради греховете и невъздържаността на човека, който го носи“.[33]

- Според древните индуси диамантът е образуван от петте природни стихии и поради това е носител на пет достойнства, а тези с примеси носят проказа, жълтеница и окуцяване. Арабите смятали, че от две воюващи страни победител ще бъде онази, която притежава по-голям диамант. Персите вярвали, че „втренченото съзерцание на прозрачен брилянт прогонва малодушието, сваля от очите мрачната завеса, прави човека проницателен и го настройва весело“.[33]

## Други
На диаманта е наречена улица в квартал „Горна баня“ в София (Карта).